# Lophiodes mutilus
Lophiodes mutilus — вид морских лучепёрых рыб семейства удильщиковых отряда удильщикообразных. Этот вид встречается в Индо-Тихоокеанском регионе.

## Таксономия
Lophiodes mutilus был впервые официально описан как Lophius mutilus в 1894 году английским врачом, натуралистом и карцинологом Альфредом Уильямом Олкоком, а его типовым местообитанием был указан Бенгальский залив на востоке Индии. В 1896 году Джордж Браун Гуд и Тарлтон Хоффман Бин переклассифицировали Lophius mutilis в новый моноспецифический род Lophiodes, что означает, что этот вид является типовым видом этого рода. Род Lophiodes является одним из 4 существующих родов в семействе Lophiidae, которое 5-е издание «Рыб мира» классифицирует в монотипическом подотряде Lophioidei с отрядом Lophiiformes.

## Этимология
Lophiodes mutilus носит родовое название Lophiodes , что означает «имеющий форму Lophius, типового рода Lophiidae». Lophius означает «грива» и, предположительно, относится к первым 3 шипам первого спинного плавника, которые похожи на щупальца, с 3 более мелкими шипами позади них. Видовое название mutilus означает «искалеченный», «отрезанный» или «укороченный», и не было объяснено Элкоком, но может относиться к тому, что второй шип спинного плавника является «рудиментарным».

## Внешний вид и строение
У Lophiodes mutilus 3 отдельных жестких луча в спинном плавнике, затем 2 рудиметарных жёстких луча. В спинном плавнике 8 мягких лучей, а анальном плавнике 6 мягких лучей. Окрас изменчив он, как правило, бледный на нижней стороне, а верхняя сторона может быть от бледной до темно-коричневой или серой. Грудные плавники темнее к кончикам, но с бледными кончиками плавниковых лучей. Кожные лоскуты на голове и теле, а также на 3-м шипе спинного плавника темно-коричневые. «Удочка» того же цвета, что и тело, а эска темнее. Максимальная опубликованная общая длина представителя этого вида составляет 45 см, хотя более типична 30 см.

## Распространение и среда обитания
Lophiodes mutilus широко распространен в индо-тихоокеанской области от восточного побережья Африки от Аденского залива до Квазулу-Натала на восток через Индийский океан и в западную часть Тихого океана на север до Японии на восток до Уоллиса и Футуны и на юг до Австралии. В Австралии он встречается от залива Шарк на север и восток до мыса Эверард в штате Виктория. Это батидемерсальная рыба, обитающая на глубине от 234 до 760 м на континентальном шельфе и верхней части континентального склона.